# Ромашенко, Андрей Иванович
Андрей Иванович Ромашенко (1897—1942) — советский военачальник, полковник (4 ноября 1938).

## Биография
Родился 5 мая 1897 года в селе Чижовка Чижовской волости Звенигородского уезда Киевской губернии, ныне Звенигородского района Киевской области Украины.
До призыва в царскую армию работал в Одессе. После начала Первой мировой войны, 7 августа 1915 года, был мобилизован на военную службу и убыл на Юго-Западный фронт. Здесь был зачислен рядовым в 52-й пехотный Виленский полк 13-й пехотной дивизии. 28 октября был ранен и эвакуирован в госпиталь города Острог, по излечении снова вернулся в полк. 14 ноября 1916 года Ромашенко был направлен на Румынский фронт. С февраля по июнь 1917 года проходил подготовку в учебно-пулеметной команде при 3-й Туркестанской стрелковой дивизии в городе Марушест, после чего служил младшим унтер-офицером и начальником пулемета в 10-м Туркестанском стрелковом полку. В августе 1917 года, заболев малярией, был эвакуирован в Таганрогский госпиталь, по излечении в октябре убыл в отпуск и в часть уже не вернулся.

### Гражданская война
Участник Гражданской войны в России. В феврале 1918 года вступил в Таращанский партизанский отряд, воевав в его составе против карательных отрядов гетмана П. Г. Скоропадского. Затем в составе Таращанской бригады сражался с гайдамаками и немцами на Украине. С октября 1919 года служил в 392-м Таращанском советском стрелковом полку 44-й стрелковой дивизии. 21 апреля 1920 года был захвачен в плен и передан польским властям. Пытался бежать из плена, заболел тифом и заключен в лагерь военнопленных в городе Бердичев. Затем удачно снова бежал из плена и вышел к частям 11-й кавалерийской дивизии Красной армии. Служил в прежнем 392-м Таращанском стрелковом полку 44-й стрелковой дивизии командиром взвода и помощником начальника полковой пулеметной команды, начальником батальонной пулеметной команды 1-го батальона, а также временно исполнял должность начальника полковой пулеметной команды. В мае 1922 года Ромашенко был переведен на должность помощника начальника пулеметной команды в 383-й кавалерийский полк 131-й Таращанской бригады. В марте 1923 года отстранен и назначен с понижением командиром взвода и в этом же месяце уволен в долгосрочный отпуск. 16 октября 1923 года он вновь добровольно вступил в 131-й Таращанский стрелковый полк 44-й стрелковой дивизии Украинского военного округа, где служил помощником начальника пулеметной команды и командиром взвода.

### Межвоенное время
С октября 1924 по август 1925 года А. И. Ромашенко учился на повторном отделении среднего комсостава при 5-й объединённой школе Червонных старшин им. ВУЦИК. По возвращении в полк временно командовал пулеметной ротой, затем был назначен командиром пулеметной роты в 130-й Богунский стрелковый полк. С 13 февраля по 1 марта 1928 года прошёл подготовку на пулеметных курсах дивизии. С сентября 1929 года вновь служил в 131-м Таращанском стрелковом полку командиром пулеметной роты, начальником полковой школы. В июне 1931 года был назначен в 3-ю Крымскую стрелковую дивизию на должность командира батальона 9-го стрелкового Краснознаменного полка, а в декабре этого же года переведен в 9-ю школу военных летчиков Украинского военного округа помощником командира эскадрильи по строевой части. В июле 1932 года был назначен командиром пулеметного стрелкового батальона 2-й отдельной механизированной бригады и в марте 1934 года убыл с ней на Дальний Восток в состав Особой Краснознамённой Дальневосточной армии. В сентябре 1935 года из-за болезни был переведен в Киевский военный округ на должность командира и военкома батальона боевого обеспечения 133-й механизированной бригады. 13 января 1936 года получил звание майора. С сентября 1937 года исполнял должность помощника командира по строевой части 173-го стрелкового полка 58-й стрелковой дивизии. С марта 1938 года командовал автобатальоном этой же дивизии. В июле 1938 года назначен командиром 289-го стрелкового полка, переименованного затем в 69-й стрелковый в составе 97-й стрелковой дивизии. Вместе с ним принимал участие в походе в Западную Украину 1939 года и в Советско-финляндской войне 1939-1940 годов. С мая 1940 года исполнял должность начальника пехоты, а с ноября — заместителя командира этой же дивизии. Затем 11 мая 1941 года был назначен комендантом 35-го укрепленного района Московского военного округа.

### Великая Отечественная война
Участник войны с самого её начала. В октябре 1941 года 35-й укрепрайон был переименован в Волоколамский боевой участок, комендантом которого оставался Ромашенко. С 28 октября по 18 ноября 1941 года он командовал 3-й Московской коммунистической стрелковой дивизией, участвовал в битве за Москву. Весной 1942 года он был направлен в Приволжский военный округ и 3 мая был назначен комендантом 74-го укрепленного района. Воевал с ним на Юго-Западном и Закавказском фронтах. Приказом по 9-й армии Закавказского фронта 3 августа 1942 года был допущен к исполнению должности командира 318-й стрелковой дивизии. В этом же месяце при выходе из окружения А. И. Ромашенко был арестован органами НКВД, и военным трибуналом Черноморской группы войск Закавказского фронта от 16 ноября 1942 года осужден к высшей мере наказания — расстрелу. Приговор был приведен в исполнение 15 декабря 1942 года.

## Награды
- Был награждён орденом Красной Звезды (за отличия в боях с белофиннами) и медалью «20 лет РККА».